# راهنمای کتاب
راهنمای کتاب مجله‌ای که از سال ۱۳۳۷ تا سال ۱۳۵۷ ابتدا به‌صورت ماهنامه و بعداً به‌صورت فصل‌نامه در تهران منتشر می‌شد. صاحب‌امتیاز و سردبیر مجله احسان یارشاطر بود، و مدیر و دستیارِ سردبیر ایرج افشار بود. راهنمای کتاب به موضوعات کتاب‌شناختی و معرفی کتاب‌های مفید در زمینهٔ فرهنگ ایرانی می‌پرداخت.
از نویسندگان نام‌آشنای این نشریه به احمد آرام، عبدالحسین زرین‌کوب، مجتبی مینوی، سعید نفیسی، مهدی بیانی، احمد بیرشک، ابراهیم پورداوود، سید حسن تقی‌زاده، محمدعلی جمال‌زاده، غلامعلی رعدی آذرخشی، فؤاد روحانی، ادوارد ژوزف، محمد سعیدی، محسن صبا، ذبیح‌الله صفا، محمود صناعی، نصرالله فلسفی، عباس قریب، مسعود کیهان، حسین گل‌گلاب، غلامحسین مصاحب، یحیی مهدوی، حسن مینوچهر، محمود نجم‌آبادی، محسن هشترودی، محمد محیط طباطبایی می‌توان اشاره کرد.